# Fritz-Reuter-Straße 22 (München)

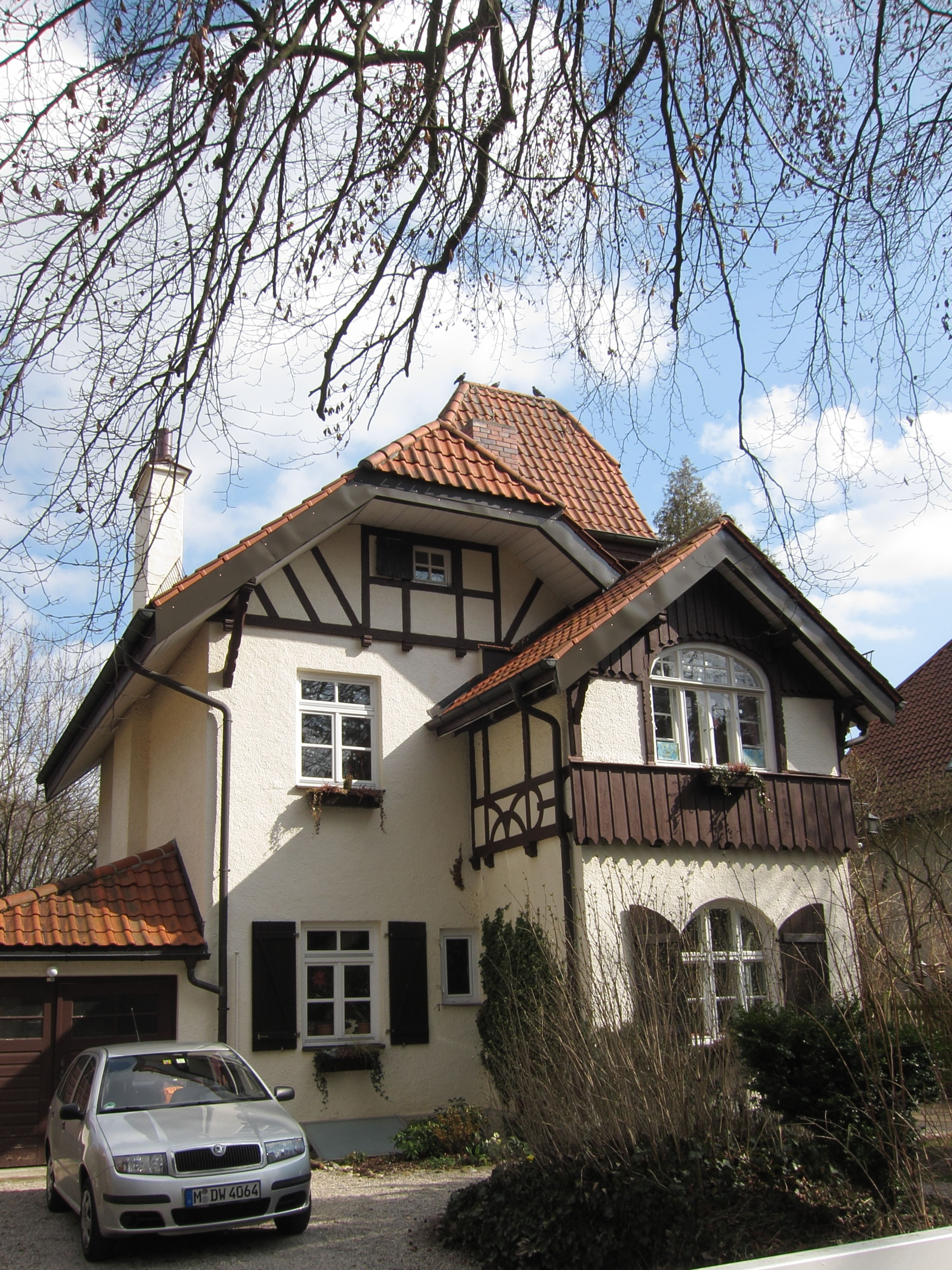
Villa Fritz-Reuter-Straße 22 im Stadtteil Obermenzing von München

Das Gebäude Fritz-Reuter-Straße 22 im Stadtteil Obermenzing der bayerischen Landeshauptstadt München wurde 1894 errichtet. Die Villa in der Fritz-Reuter-Straße, die zur Frühbebauung der Villenkolonie Pasing I gehört, ist ein geschütztes Baudenkmal.
Der zweigeschossige Krüppelwalmdachbau, mit Satteldachvorbau, seitlichem Treppenturm und Zierfachwerk wurde nach Plänen des Architekturbüros August Exter im Heimatstil errichtet. Die Räume gruppieren sich dreiseitig um die Treppendiele.